# Kalam SAT
Kalam SAT è, al maggio 2017, la più leggera sonda spaziale al mondo, la quale prende il nome dal precedente presidente indiano Dr. APJ Abdul Kalam. La sonda è stata lanciata dalla NASA il 22 giugno 2017 dalla base di lancio della NASA sull'isola Wallops a bordo di un razzo-sonda Terrier Orion.
La sonda è stata costruita da un team guidato da Rifath Sharook, uno studente di 18 anni da Pallapatti, Tamil Nadu, in India, come parte di un concorso denominato "Cubi nello Spazio". Questo concorso è stato organizzato congiuntamente dalla NASA e da un'altra organizzazione 'I Doodle Learning', società di formazione globale. Questa sarà la prima volta in cui una sonda spaziale, che è stata fatta da uno studente indiano, verrà lanciata dalla NASA.
Il peso della sonda era di soli 64 grammi ed era contenuta in un cubo di 4 centimetri. La sonda era composta da un polimero rinforzato in fibra di carbonio stampato in 3D. Parte dei componenti sono stati forniti dall'India e da altre parti dall'estero. La sonda è stata lanciata su un volo spaziale suborbitale. Il tempo previsto per la missione (post volo) era di 240 minuti. La minimale sonda è stata azionata solo per 12 minuti per dimostrare le prestazioni della fibra di carbonio stampata in 3D nell'ambiente di micro-gravità dello spazio.